# Geisha distinctissima
Espèce
Geisha distinctissima (la cicadelle geisha) est une espèce d'insectes hémiptères de la famille des Flatidae, originaire d'Extrême-Orient.
Cet insecte polyphage est considéré comme un ravageur de certaines cultures (arbres fruitiers, théiers).

## Synonymie
Selon Catalogue of Life (21 septembre 2013) :
- Flata distinctissima Stål, 1862

## Distribution
Geisha distinctissima a une aire de répartition paléarctique orientale qui comprend notamment le sud-est de la Chine, Taïwan, le Japon et la Corée.